# 卡納哈瓜山脈
卡納哈瓜山脈（西班牙語：Sierra del Canajagua），是巴拿馬的山脈，位於該國西南部，處於阿蘇埃羅半島東部，由拉斯塔布拉斯和托諾西負責管轄，最高點海拔高度959米。